# La història m'absoldrà

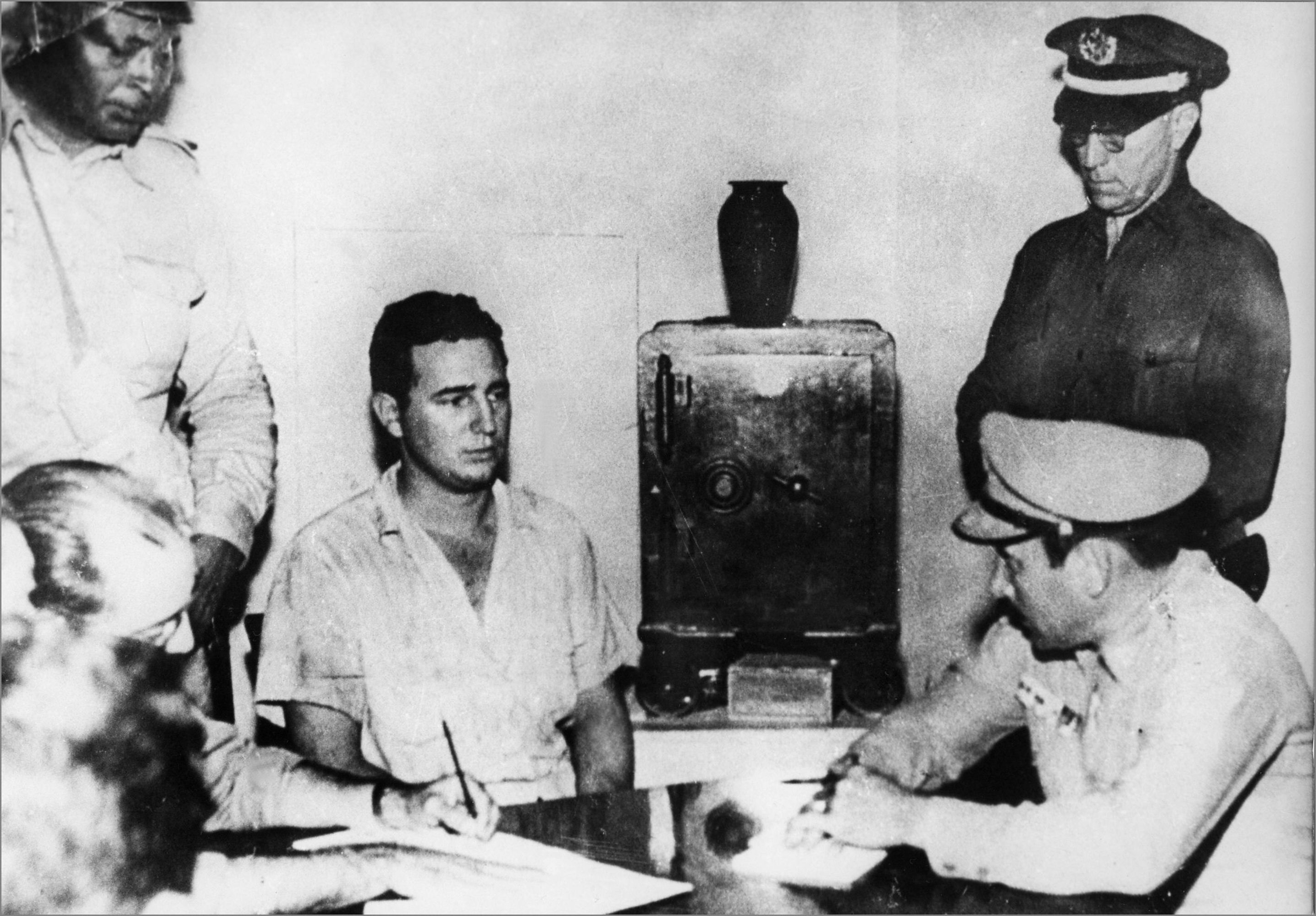
Fidel Castro quan va ser arrestat el juliol de 1953 després de l'atac a la caserna Montcada

La història m'absoldrà és la frase final i posterior títol de l'al·legat d'autodefensa de Fidel Castro en el judici en contra seva iniciat el 16 d'octubre de 1953 pels assalts a les casernes Montcada i Carlos Manuel de Céspedes, a Santiago de Cuba i Bayamo respectivament, ocorreguts el 26 de juliol d'aquell mateix any. En el judici, Fidel Castro, llavors llicenciat en Dret civil, va decidir assumir la seva pròpia defensa. Encara que no es va realitzar cap registre de les paraules de Castro, ell mateix va reconstruir el seu discurs més tard per a la seva publicació com a manifest del Moviment 26 de Juliol.
Va ser condemnat a una pena de 15 anys de presó per la seva participació en els assalts. Tanmateix, tots els rebels, inclòs Castro, van ser posats en llibertat després d'una amnistia concedida per Fulgencio Batista el 1955. Castro es va traslladar a Mèxic, abans de tornar a Cuba en el iot Granma el desembre de 1956.

## Contingut del discurs

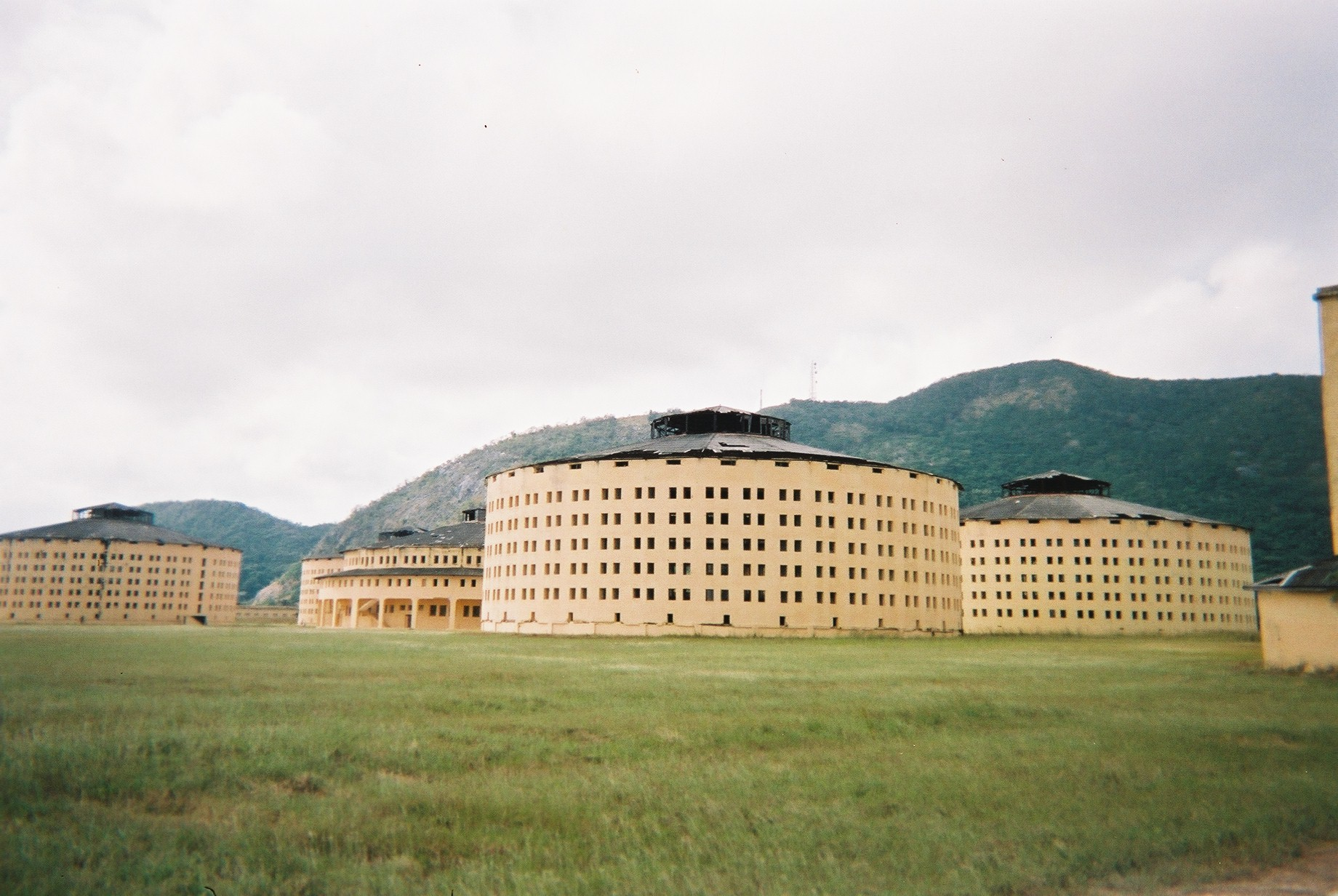
El Presidi Modelo a l'Illa de la Joventut on Fidel Castro va ser empresonat el 1953

Castro va ser portat davant els tribunals el 16 d'octubre de 1953 per a la seva sentència. Va ser allí on, segons els informes, va fer el seu discurs, de quatre hores de durada, on justificava les seves accions i esbossava els seus plans socials i polítics per a Cuba. Durant el judici, la indignació de la població pel tracte als presoners va perjudicar seriosament la imatge de Batista. Un jutge local fins i tot va telefonar personalment a Batista per queixar-se que estava revivint l'«època brutal de l'expresident Gerardo Machado». El bisbe de Santiago va exhortar els tribunals a salvar la vida de Castro i va buscar el suport dels catòlics de la classe alta cubana. Encara que Castro va ser condemnat al costat del seu germà Raül Castro, a 15 i 13 anys respectivament a l'Illa de la Juventut, el judici va elevar-lo a la consideració popular d'«heroi» a Cuba.
En el document, Castro assenyala el que considera els mals del país, resumits en sis problemes fonamentals: el problema de la terra, el problema de la industrialització, el problema de l'habitatge, el problema de la desocupació, el problema de l'educació i el problema de la salut. El discurs de Castro contenia nombroses referències al «pare de la independència de Cuba», José Martí, al mateix temps que presentava a Batista com un tirà. Segons Castro, Batista era un «monstrum horrendum sense entranyes» que havia comès un acte de traïció el 1933 quan va engegar un cop d'estat per enderrocar al president cubà Ramón Grau. Castro va parlar dels 700.000 cubans aturats, va atacar els deficients sistemes de salut i educació, i va afirmar que el 30% dels grangers de Cuba no sabien escriure ni els seus propis noms. Va afirmar que el 85% dels petits agricultors cubans pagava renda i sofria l'amenaça perenne del desallotjament mentre més de la meitat de les millors terres estaven en poder de companyies estrangeres i una gran proporció de la població era analfabeta. A més, 400.000 famílies del camp i la ciutat vivien amuntegades i gairebé dos milions i mig de la població urbana pagava lloguers elevats per les cases que ocupaven alhora que el 90% dels nens del camp eren devorats pels paràsits.
En el posterior manifest publicat per Castro, basat en el discurs de 1953, donava detalls de les «cinc lleis revolucionàries» que desitjava implementar a l'illa:
- El restabliment de la Constitució cubana de 1940
- La reforma agrària
- El dret dels treballadors industrials a rebre el 30% dels beneficis de la seva empresa
- El dret dels treballadors de la indústria sucrera a rebre el 55% dels beneficis generats per la seva empresa
- La confiscació dels béns d'aquelles persones culpables de frau dels anteriors poders públics